# Весёлая Долина (Подолковский сельский совет)
Весёлая Долина (укр. Весела Долина) — село, Подолковский сельский совет, Липоводолинский район, Сумская область, Украина. Код КОАТУУ — 5923284403. Население по переписи 2001 года составляло 25 человек.

## Географическое положение
Село Весёлая Долина находится на берегу реки Лозовая, которая через 1 км впадает в реку Грунь, выше по течению примыкает село Тарасенки, ниже по течению на расстоянии в 1 км расположено село Великая Лука.

## Экономика
- Свинотоварная ферма.

## Объекты социальной сферы
- Школа.